# Hopman Cup 2025
Pour un article plus général, voir Hopman Cup.
La Hopman Cup 2025 est la 33e édition du tournoi de tennis Hopman Cup. Six équipes mixtes participent à la compétition qui se déroule selon les modalités dites du « round robin » : séparées en deux poules de trois équipes, les premières de chaque poule se disputent le titre en finale. Chaque confrontation entre deux pays comporte trois matchs : un simple dames, un simple messieurs et un double mixte souvent décisif.
Le tournoi se déroule à Bari, en Italie.
Le Canada remporte la compétition pour la 1re fois de son histoire,.

## Participants
| Équipe  | Joueurs                                     | Résultat    |
| ------- | ------------------------------------------- | ----------- |
| Canada  | Bianca Andreescu Félix Auger-Aliassime      | Victoire    |
| Grèce   | Déspina Papamichaíl Stéfanos Tsitsipás      | RR (0V, 2D) |
| Espagne | Marina Bassols Ribera Roberto Bautista-Agut | RR (1V, 1D) |

| Équipe  | Joueurs                        | Résultat    |
| ------- | ------------------------------ | ----------- |
| Croatie | Donna Vekić Duje Ajduković     | RR (0V, 2D) |
| France  | Chloé Paquet Richard Gasquet   | RR (1V, 1D) |
| Italie  | Lucia Bronzetti Flavio Cobolli | Finale      |

## Matchs de poule
L'équipe en tête de chaque poule est qualifiée pour la finale.

### Groupe 1

#### Classement
| Rang | Pays    | V - D | Matchs | Sets   | Jeux    |
| ---- | ------- | ----- | ------ | ------ | ------- |
| 1    | Canada  | 2 - 0 | 6 - 0  | 10 - 0 | 62 - 29 |
| 2    | Espagne | 1 - 1 | 2 - 4  | 4 - 8  | 43 - 57 |
| 3    | Grèce   | 0 - 2 | 1 - 5  | 3 - 9  | 42 - 61 |

#### Matchs détaillés
|  | Équipe 1 | Score | Équipe 2 |  |
|  | Grèce    | 1 – 2 | Espagne  |  |

| Ordre des matchs | Joueurs                                       | Points au premier set | Points au second set | Points au troisième set |
| ---------------- | --------------------------------------------- | --------------------- | -------------------- | ----------------------- |
| 1                | Déspina Papamichaíl                           | 0                     | 4                    |                         |
| 1                | Marina Bassols Ribera                         | 6                     | 6                    |                         |
|                  |                                               |                       |                      |                         |
| 2                | Stéfanos Tsitsipás                            | 3                     | 7                    | 8                       |
| 2                | Roberto Bautista-Agut                         | 6                     | 6                    | 10                      |
|                  |                                               |                       |                      |                         |
| 3                | Déspina Papamichaíl - Stéfanos Tsitsipás      | 6                     | 6                    |                         |
| 3                | Marina Bassols Ribera - Roberto Bautista-Agut | 2                     | 3                    |                         |

|  | Équipe 1 | Score | Équipe 2 |  |
|  | Canada   | 3 – 0 | Espagne  |  |

| Ordre des matchs | Joueurs                                       | Points au premier set | Points au second set | Points au troisième set |
| ---------------- | --------------------------------------------- | --------------------- | -------------------- | ----------------------- |
| 1                | Bianca Andreescu                              | 6                     | 6                    |                         |
| 1                | Marina Bassols Ribera                         | 0                     | 1                    |                         |
|                  |                                               |                       |                      |                         |
| 2                | Félix Auger-Aliassime                         | 6                     | 7                    |                         |
| 2                | Roberto Bautista-Agut                         | 3                     | 63                   |                         |
|                  |                                               |                       |                      |                         |
| 3                | Bianca Andreescu - Félix Auger-Aliassime      | 6                     | 0                    |                         |
| 3                | Marina Bassols Ribera - Roberto Bautista-Agut | 3                     | 0                    | ab.                     |

|  | Équipe 1 | Score | Équipe 2 |  |
|  | Grèce    | 0 – 3 | Canada   |  |

| Ordre des matchs | Joueurs                                  | Points au premier set | Points au second set | Points au troisième set |
| ---------------- | ---------------------------------------- | --------------------- | -------------------- | ----------------------- |
| 1                | Déspina Papamichaíl                      | 1                     | 2                    |                         |
| 1                | Bianca Andreescu                         | 6                     | 6                    |                         |
|                  |                                          |                       |                      |                         |
| 2                | Stéfanos Tsitsipás                       | 64                    | 3                    |                         |
| 2                | Félix Auger-Aliassime                    | 7                     | 6                    |                         |
|                  |                                          |                       |                      |                         |
| 3                | Déspina Papamichaíl - Stéfanos Tsitsipás | 4                     | 0                    | ab.                     |
| 3                | Bianca Andreescu - Félix Auger-Aliassime | 6                     | 0                    |                         |

### Groupe 2

#### Classement
| Rang | Pays    | V - D | Matchs | Sets  | Jeux    |
| ---- | ------- | ----- | ------ | ----- | ------- |
| 1    | Italie  | 2 - 0 | 4 - 2  | 9 - 6 | 63 - 52 |
| 2    | France  | 1 - 1 | 3 - 3  | 4 - 7 | 41 - 50 |
| 3    | Croatie | 0 - 2 | 2 - 4  | 7 - 7 | 50 - 52 |

#### Matchs détaillés
|  | Équipe 1 | Score | Équipe 2 |  |
|  | Italie   | 2 – 1 | Croatie  |  |

| Ordre des matchs | Joueurs                          | Points au premier set | Points au second set | Points au troisième set |
| ---------------- | -------------------------------- | --------------------- | -------------------- | ----------------------- |
| 1                | Lucia Bronzetti                  | 6                     | 4                    | 10                      |
| 1                | Donna Vekić                      | 3                     | 6                    | 1                       |
|                  |                                  |                       |                      |                         |
| 2                | Flavio Cobolli                   | 61                    | 6                    | 10                      |
| 2                | Duje Ajduković                   | 7                     | 4                    | 6                       |
|                  |                                  |                       |                      |                         |
| 3                | Lucia Bronzetti - Flavio Cobolli | 4                     | 6                    | 8                       |
| 3                | Donna Vekić - Duje Ajduković     | 6                     | 2                    | 10                      |

|  | Équipe 1 | Score | Équipe 2 |  |
|  | France   | 2 – 1 | Croatie  |  |

| Ordre des matchs | Joueurs                        | Points au premier set | Points au second set | Points au troisième set |
| ---------------- | ------------------------------ | --------------------- | -------------------- | ----------------------- |
| 1                | Chloé Paquet                   | 3                     | 3                    |                         |
| 1                | Donna Vekić                    | 6                     | 6                    |                         |
|                  |                                |                       |                      |                         |
| 2                | Richard Gasquet                | 5                     | 6                    | 10                      |
| 2                | Duje Ajduković                 | 7                     | 2                    | 6                       |
|                  |                                |                       |                      |                         |
| 3                | Chloé Paquet - Richard Gasquet |                       |                      |                         |
| 3                | Donna Vekić - Duje Ajduković   | w/o                   |                      |                         |

|  | Équipe 1 | Score | Équipe 2 |  |
|  | Italie   | 2 – 1 | France   |  |

| Ordre des matchs | Joueurs                          | Points au premier set | Points au second set | Points au troisième set |
| ---------------- | -------------------------------- | --------------------- | -------------------- | ----------------------- |
| 1                | Lucia Bronzetti                  | 6                     | 65                   | 10                      |
| 1                | Chloé Paquet                     | 4                     | 7                    | 8                       |
|                  |                                  |                       |                      |                         |
| 2                | Flavio Cobolli                   | 6                     | 6                    |                         |
| 2                | Richard Gasquet                  | 2                     | 4                    |                         |
|                  |                                  |                       |                      |                         |
| 3                | Lucia Bronzetti - Flavio Cobolli | 4                     |                      |                         |
| 3                | Chloé Paquet - Richard Gasquet   | 6                     |                      |                         |

## Finale
|  | Équipe 1 | Score | Équipe 2 |  |
|  | Canada   | 2 – 1 | Italie   |  |